# Hướng Hoa Cường
Hướng Hoa Cường (tiếng Trung: 向華強, tiếng Anh: Charles Heung Wah-keung, sinh ngày 16 tháng 12 năm 1948) là một nam doanh nhân, nhà sản xuất điện ảnh kiêm cựu diễn viên người Hồng Kông gốc Hoa. Từng là một thành viên gia thế thuộc băng đảng của hội Tam Hoàng, ông dần chuyển sang lĩnh vực điện ảnh và từng bước khẳng định quyền lực của mình trong ngành công nghiệp điện ảnh Hồng Kông.
Với việc thành lập các công ty Win's Entertainment và China Star Entertainment Group, ông chính là người tiên phong trong việc nâng đỡ và tạo nên tên tuổi của các ngôi sao điện ảnh lớn.